# Têrêsa thành Lisieux
Thánh Têrêsa thành Lisieux (tiếng Pháp: Thérèse de Lisieux; 2 tháng 1 năm 1873 - 30 tháng 9 năm 1897), hoặc đúng hơn là Sainte Thérèse de l'Enfant-Jésus et de la Sainte Face (Thánh Têrêsa Hài đồng Giêsu và Thánh Nhan), tên thật Marie-Françoise-Thérèse Martin, là một nữ tu Công giáo được phong hiển thánh và được ghi nhận là một Tiến sĩ Hội thánh. Têrêsa thành Lisieux cũng được biết đến nhiều với cái tên "Bông hoa Nhỏ của Chúa Giêsu".

## Thời thơ ấu
Têrêsa chào đời tại Alençon, Pháp. Cô là con của Louis Martin - một thợ đồng hồ và Zélie-Marie Guérin - một người dệt đăng-ten. Cha mẹ của Têrêsa rất đạo đức. Louis đã từng muốn làm thầy tu nhưng lại bị từ chối vì không biết tiếng Latin. Zélie-Marie đã từng muốn làm nữ tu nhưng bị cho biết là bà không có ơn gọi. Thay vào đó, bà khấn là nếu kết hôn, bà sẽ dâng hết các con mình cho Giáo hội. Louis và Zélie-Marie gặp nhau vào năm 1858 và lấy nhau chỉ ba tháng sau đó. Họ có chín người con, nhưng chỉ có năm cô con gái - Marie, Pauline, Léonie, Céline và Thérèse (Têrêsa) - là sống sót đến tuổi trưởng thành. Têrêsa là con út trong nhà. Việc đan đăng-ten của Zélie thành công đến nỗi Louis bán tiệm sửa đồng hồ của mình để giúp bà.
Zélie qua đời vì bệnh ung thư vú năm 1877 khi Têrêsa chỉ mới bốn tuổi. Louis bán cửa tiệm đăng-ten và dọn đến Lisieux, vùng Calvados, trực thuộc Normandie, nơi người em vợ là Isidore Guérin, một dược sĩ, sống với vợ và hai con gái.
Têrêsa theo học tại Tu viện Notre Dame due Pre của dòng Bênêđíctô. Khi người được chín tuổi, chị Pauline - người đã đảm nhận vai trò là "người mẹ thứ hai" của cô - gia nhập một tu viện Dòng Cát Minh tại Lisieux, Têrêsa cũng muốn vào Dòng Cát Minh như chị, nhưng khổ nỗi vẫn còn nhỏ quá. Ở tuổi 15, sau khi chị Marie cũng gia nhập tu viện ấy, Têrêsa lại thử xin vào dòng một lần nữa, nhưng cha bề trên của tu viện lại không cho vì Têrêsa còn quá trẻ. Cha Têrêsa đem cô con gái 15 tuổi của mình đi hành hương Rôma. Trong một buổi tiếp kiến chung với Giáo hoàng Lê ô 13, Têrêsa đã xin người cho phép mình nhập dòng ở tuổi 15 nhưng Giáo hoàng lại nói: "Này con, hãy làm theo ý bề trên quyết định".
Ít lâu sau, Giám mục Bayeux ra quyền cho bề trên dòng nhận Têrêsa và tháng 4 năm 1888, Têrêsa đã trở thành nữ tu Dòng Cát Minh. Năm 1889, cha Têrêsa lên cơn đột quỵ và phải vào nhà thương tư Bon Sauveur tại Caen, nơi ông ở ba năm. Ông trở lại Lisieux vào năm 1892 và qua đời năm 1894. Sau cái chết của cha, Céline - người đã lo cho ông - gia nhập tu viện mà các chị em kia đang sống. Năm 1895, người chị em bà con là Marie Guérin cũng gia nhập cùng dòng. Còn Léonie, sau nhiều lần thất bại với dòng Camêlô, trở thành nữ tu Françoise-Thérèse của dòng Đức Bà Thăm viếng ở Caen.

## Đường Thơ ấu
Thánh Têrêsa được biết đến nhiều nhất bởi linh đạo "Đường Thơ ấu" của mình. Trong việc tìm kiếm sự thánh thiện, Têrêsa đã thấu hiểu rằng để đạt được điều ấy và bày tỏ tình yêu của mình đối với Chúa, thì không cần phải thực hiện những việc làm anh hùng hoặc "cao siêu". Têrêsa viết:
"Tình yêu chứng tỏ chính nó bởi việc làm, vì vậy làm sao con có thể chứng tỏ tình yêu của mình được? Con không thể làm những việc cao siêu được. Cách duy nhất để con chứng tỏ tình yêu của mình là bằng cách rắc hoa; những bông hoa này là tất cả những hy sinh bé nhỏ, mỗi cái nhìn, mỗi lời nói và thực hiện mọi việc làm bé nhỏ nhất với tình yêu".
Linh đạo "Đường Thơ ấu" này cũng xuất hiện trong con đường người nữ tu trẻ tiến đến đời sống thiêng liêng:
"Đôi lúc, khi con đọc các bài viết thiêng liêng, nơi mà sự hoàn hảo được cho thấy với một ngàn cản trở cũng như những ảo tưởng xung quanh nó, tâm trí bé nhỏ tội nghiệp của con trở nên mệt mỏi, con đóng cuốn sách, để lại đầu óc con như bị cắt ra làm đôi và trái tim con như bị co rút lại. Con mở Kinh Thánh ra. Và ngay lúc đó, tất cả đều trông thật là rực rỡ, một chữ duy nhất đã mở ra những chân trời vô tận cho linh hồn của con. Sự hoàn hảo trông thật là dễ dàng. Con thấy đó là đủ để nhận ra sự hi hữu của mình và vì như vậy, dâng trọn bản thân mình, như một đứa trẻ, vô cánh tay của Chúa nhân lành. Để lại cho những tâm hồn vĩ đại, những trí óc vĩ đại những cuốn sách to tát con không thể hiểu nổi, con vui mừng hớn hở về sự bé nhỏ của mình bởi vì "chỉ có trẻ nhỏ và những ai có đầu óc như vậy sẽ được nhận vào bữa tiệc thiên đàng".
Những đoạn văn như cái ở trên cũng cho thấy Têrêsa chứa nhiều tình cảm và cũng rất ngây thơ. Điều này được thể hiện rõ qua cách người nữ tu tiến đến sự cầu nguyện:
"Đối với con, cầu nguyện là sự dấy lên của trái tim; nó là một cái nhìn đơn sơ về Thiên đàng, nó là tiếng kêu của nhận diện và tình yêu, ôm ấp cả khổ cực lẫn niềm vui. Nói một cách khác, nó là một cái gì đó cao quý, siêu nhiên, mở rộng tâm hồn con ra và kết hợp nên một với Chúa... Con đã không có dũng cảm để tìm trong sách các lời kinh đẹp đẽ... Con giống như một đứa con nít chưa biết đọc, chỉ nói với Chúa tất cả những gì con muốn và Ngài sẽ hiểu thấu."

## Sức khỏe suy yếu và qua đời
Những năm cuối cùng của Têrêsa được đánh dấu với sự suy sụp được chịu đựng một cách kiên trì, không lời than thở. Sáng Thứ Sáu Tuần Thánh năm 1896, Têrêsa bắt đầu ho ra máu. Căn bệnh lao phổi đã đi đến hồi nghiêm trọng. Têrêsa đã có liên lạc với một cơ sở truyền giáo của dòng Camêlô ở bên Đông Dương thuộc Pháp và đã được mời đi, nhưng vì bệnh tình, nên đã không đi được. Tháng 7 năm 1897, Têrêsa được chuyển đến bệnh xá của tu viện, nơi người nữ tu trẻ trút hơi thở cuối cùng vào ngày 30 tháng 9 năm 1897, ở tuổi 24. Trên giường bệnh, người ta nói rằng Têrêsa đã trối: "Con đã đạt đến mức mà không thể nào chịu đau khổ được nữa, bởi vì đau khổ đã trở nên quá ngọt ngào đối với con."

## Hồi ký
Thánh Têrêsa thành Lisieux được biết đến hôm nay qua cuốn hồi ký thiêng liêng của mình, L'histoire d'une âme (Chuyện một Tâm hồn), được viết theo lệnh của hai bề trên của tu viện. Têrêsa bắt đầu cầm bút vào năm 1895 để viết một hồi ký về thời thơ ấu của mình, dưới lệnh của chị Pauline (tên dòng là Mẹ Anges Chúa Giêsu). Mẹ Agnes ra lệnh sau khi được người chị cả Marie (tên dòng là Mẹ Marie Thánh tâm Chúa) giục. Tháng 6 năm 1897, Mẹ Agnes nhìn thấy sự trầm trọng bệnh tình của Têrêsa, liền xin Mẹ Marie de Gonzague, người đã thế mình làm bề trên, cho phép Têrêsa viết một hồi ký khác với nhiều chi tiết hơn về đời sống tu trì của mình. Hồi ký này được xuất bản sau cái chết của Têrêsa và đã được sửa chữa một cách nặng nề bởi người chị Pauline. (Ngoài việc sửa cách viết của Têrêsa, Mẹ Marie de Gonzague còn yêu cầu Pauline chỉnh sửa lại hai phần đầu tiên của bản viết tay như thể là chúng được viết cho Mẹ Marie). Đây là một trong những cuốn sách đạo bán chạy nhất của thế kỉ 20. Kể từ năm 1973, hai ấn bản các bài viết của Têrêsa, bao gồm "Chuyện một Linh hồn", các thư, thơ, cũng như kinh nguyện và các kịch ngắn Têrêsa viết cho những buổi văn nghệ của tu viện, đã được xuất bản.

## Công Nhận Từ Quần Chúng
Năm 1902, linh mục Raphael Kalinowski thuộc dòng Camêlô (sau này là Thánh Raphael Kalinowski) dịch tác phẩm L'histoire d'une âme ra tiếng Ba Lan.
Giáo hoàng Pius X ký sắc lệnh cho phép mở án phong thánh cho người nữ tu trẻ ngày 10 tháng 6 năm 1914. Giáo hoàng Benedict XV, để cho tiến trình được nhanh hơn, miễn chế sự trì hoãn 5 năm thông thường từ sau khi chết đến lúc phong chân phước. Ngày 14 tháng 8 năm 1921, truyền bá một sắc lệnh về những đức tính anh hùng của thánh Têrêsa và đọc một diễn văn dài về con đường trông cậy và tình yêu của người phụ nữ trẻ này, khuyến khích nó cho toàn thể Hội thánh. Têrêsa được phong chân phước vào tháng 4 năm 1923 và phong hiển thánh ngày 17 tháng 5 năm 1925 bởi Giáo hoàng Pius XI, chỉ 28 năm sau khi người chết. Lễ kính của Thánh Têrêsa được cử hành vào ngày 3 tháng 10 cho đến cuộc cải cách lịch phụng vụ năm 1970, khi nó được chuyển sang ngày 1 tháng 10.
Thánh Têrêsa Hài đồng Giêsu là vị thánh bổn mạng của người bệnh AIDS, phi công, người bán hoa, bệnh tật và các xứ truyền giáo. Người cũng được tín hữu Công giáo nhận làm thánh bổn mạng của Liên bang Nga, tuy Giáo hội Chính thống Nga không công nhận án phong thánh của vị nữ tu hay sự bảo trợ của Người. Năm 1927, Giáo hoàng Pius XI đặt thánh Têrêsa làm bổn mạng các xứ truyền giáo. Năm 1944, Giáo hoàng Pius XII đặt Têrêsa làm vị thánh bổn mạng của Pháp cùng với Thánh Jeanne d'Arc.
Với Tông thư Divini Amoris Scientia (Khoa học Tình yêu Chúa) ngày 19 tháng 10 năm 1997, Giáo hoàng Gioan Phaolô II tuyên bố Thánh nữ Têrêsa Hài đồng Giêsu là một trong 33 Tiến sĩ Hội thánh của Hội thánh Toàn cầu - một trong ba người phụ nữ duy nhất được trao tặng danh hiệu này (hai người kia là Têrêsa thành Avila (Thánh Têrêsa Chúa Giêsu) và Catarina thành Siena). Thánh Têrêsa là vị thánh duy nhất được công nhận là Tiến sĩ Hội thánh dưới đời Giáo hoàng Gioan Phaolô II.
Đang có sự cổ động để phong thánh cho cha mẹ của Têrêsa, hai ông bà đã được phong tước "Đáng kính" năm 1994 bởi Giáo hoàng Gioan Phaolô II. Năm 2004, Tổng Giám mục Milano chấp nhận sự chữa lành không dự đoán được của một em bé bị bệnh phổi như là nhờ lời cầu khẩn của hai ông bà. Ngày tháng để phong chân phước cho Louis Martin và Zéline Guerin vẫn chưa được quyết định. Cũng đã có một số ít về sự mong muốn việc phong thánh cho chị của Têrêsa, Léonie, người duy nhất trong năm chị em không thuộc Dòng Cát Minh. Léonie Martin, tên dòng là Sơ Françoise-Thérèse, chết tại Caen năm 1941, nơi phần mộ của bà ở tu viện dòng Đức Bà Thăm viếng có thể được viếng thăm bởi quần chúng.
Cùng với Thánh Phanxicô thành Assisi, Thánh Têrêsa thành Lisieux có thể được nói là một trong những vị thánh Công giáo nổi tiếng nhất từ thời các Tông đồ. Là một trong các Tiến sĩ Hội thánh, Têrêsa là đối tượng của nhiều bài bình luận và nghiên cứu thần học. Và là một cô thiếu nữ trẻ tuổi đầy lôi cuốn, người mà thông điệp của mình đã cảm động hàng triệu người, Têrêsa vẫn là trung tâm của lòng sùng kính từ các tín hữu.
Hồi ký của người phụ nữ trẻ này đã nêu cảm hứng cho nhiều người, bao gồm nhà văn Ý Maria Valtorta. Trong nhiều năm, di cốt của người phụ nữ Pháp trẻ này đã chu du vòng quanh thế giới: hàng ngàn người hành hương đã xúm đến cầu nguyện trước Thánh nữ Têrêsa.

## Trích từ hồi ký của Thánh Têrêsa
Con là một linh hồn rất bé mọn, chỉ có thể dâng những điều bé mọn cho Chúa.
Con sẽ sống trên Thiên đàng bằng cách làm điều tốt ở trần gian.
Sau khi con chết con sẽ "đổ mưa" hoa hồng.
Con cảm thấy nơi mình ơn gọi của một Linh mục. Với một tình yêu bao la, ôi lạy Chúa, con sẽ nâng Người trên đôi tay của mình, khi tiếng con gọi Ngài, Ngài ngự xuống từ chốn thiên đình. Và với một tình yêu cao vời, con sẽ đem Ngài đến với các linh hồn! Nhưng hỡi ôi! trong khi khao khát được trở thành một Linh mục, con lại khâm phục và ganh tị sự khiêm nhường của Thánh Phanxicô thành Assisi và con cảm thấy ơn gọi để theo gương người, từ bỏ phẩm giá cao cả của thiên chức Linh mục.
Ôi Giêsu, tình yêu của con, ơn gọi của con, cuối cùng con đã tìm được... ơn gọi của con là Tình yêu! Vâng, con đã tìm được chỗ mình bên trong lòng Hội thánh và chính Ngài, ôi lạy Chúa, Đấng đã ban cho con chỗ ấy; trong trái tim của Giáo hội, Người Mẹ của con, con sẽ được yêu.
Tất cả mọi thứ đều là bởi ơn trên, tất cả mọi thứ đều là ảnh hưởng trực tiếp của tình yêu của cha chúng ta—khó khăn, mâu thuẫn, sỉ nhục, tất cả sự đau khổ của một linh hồn, gánh nặng của cô, nhu cầu của cô—tất cả, tại vì nhờ chúng, cô phát hiện được điểm yếu của mình. -- Tất cả đều là ân huệ tại vì tất cả đều là quà tặng từ Chúa.
Cho dù là vai trò của cuộc sống hay những chuyện không lường trước được—đối với một trái tim biết yêu, mọi thứ đều tốt lành.